# Kaptanganj
Kaptanganj é uma cidade e uma nagar panchayat no distrito de Kushinagar, no estado indiano de Uttar Pradesh.

## Geografia
Kaptanganj está localizada a 26° 56′ N, 83° 43′ L. Tem uma altitude média de 76 metros (249 pés).

## Demografia
Segundo o censo de 2001, Kaptanganj tinha uma população de 11,493 habitantes. Os indivíduos do sexo masculino constituem 53% da população e os do sexo feminino 47%. Kaptanganj tem uma taxa de literacia de 52%, inferior à média nacional de 59.5%: a literacia no sexo masculino é de 62% e no sexo feminino é de 42%. Em Kaptanganj, 17% da população está abaixo dos 6 anos de idade.